# هایمر
هایمر (به لاتین: Haimchar) یک منطقهٔ مسکونی در بنگلادش است که در ناحیه چاندپور واقع شده‌است. هایمر ۱۷۴٫۴۹ کیلومتر مربع مساحت و ۱۱۳٬۳۰۶ نفر جمعیت دارد.